# Piano Audi
Piano Audi (Pian d'Audi in piemontese), è una frazione del comune di Corio Canavese, nella Città metropolitana di Torino, in Piemonte.

## Geografia Politica
La frazione di Piano Audi dista 5,80 km dal Comune di Corio, di cui fa parte. Sorge a 865 metri sul livello del mare, vicino al torrente Malone.
 Comprende un abitato più vasto, composto dalle frazioni minoritarie confinanti (Case Rughet, Case Rive, Case Macia, Case Andrè, Case Gobbo).
Sono presenti a Piano Audi complessivamente 114 edifici, dei quali 112 utilizzati. Di questi ultimi 109 sono adibiti a edilizia residenziale, 3 sono invece destinati a uso produttivo, commerciale o altro.

## Turismo
Piano Audi offre molti sentieri escursionistici, come il sentiero per il Monte Soglio, e anche luoghi d'interesse naturalistico, come per esempio la cascata di Piano Audi.

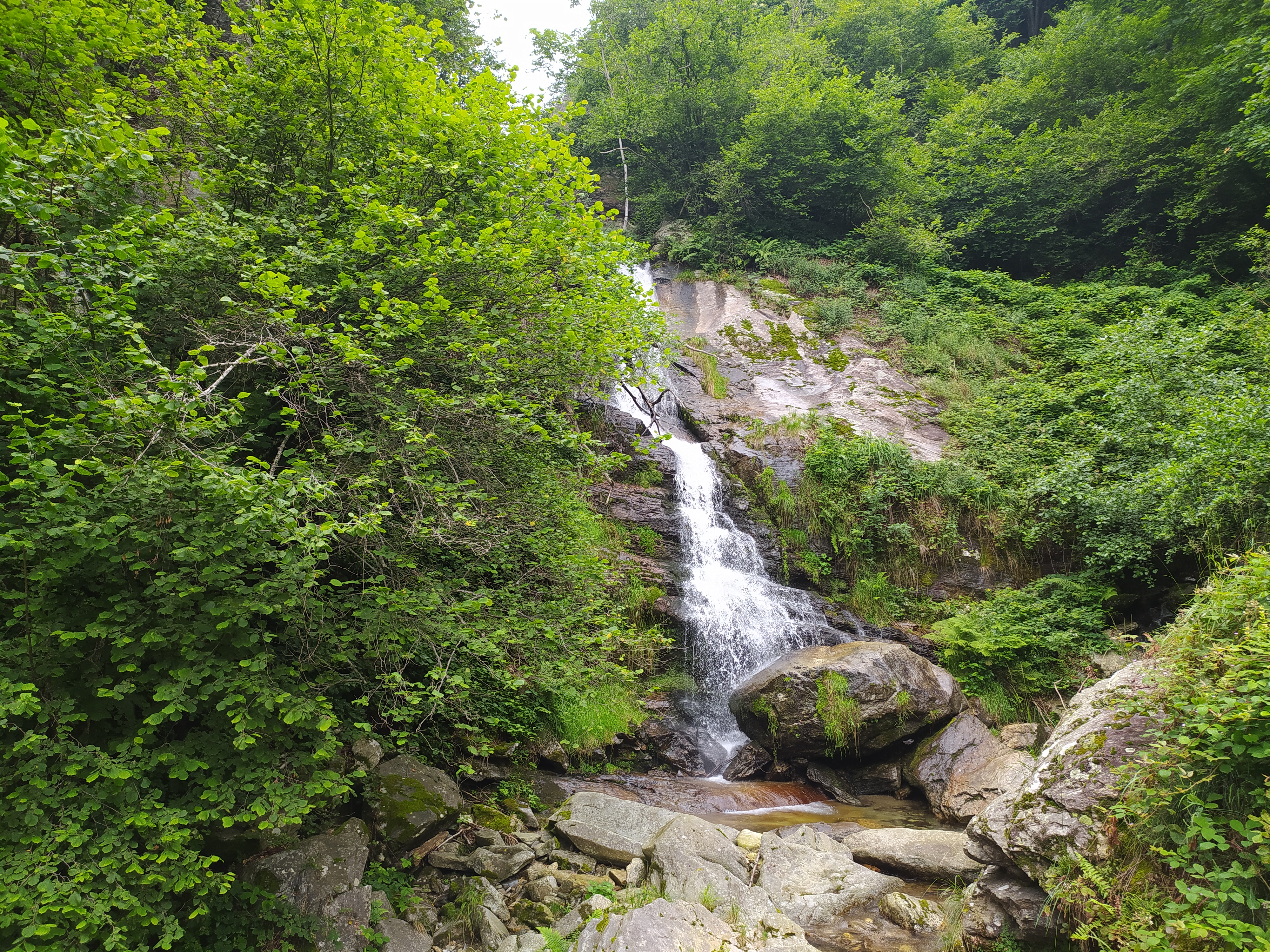
Pian Audi cascata